# Enrique Ferrandis Carbonell
Enrique Ferrandis Carbonell (Alzira, 26 de febrer de 1935 - 22 de febrer de 2025) fou un pilotari valencià, conegut pel nom Enriquito d'Alzira.
Debuta a Pelayo el 1950, i després d'una lesió als 28 anys, es fa marxador el 1963. Fou marxador a Pelayo, i s'inicia com a trinqueter a Benissa. Amb més de cinquanta anys de trajectòria, va dirigir els trinquets de Pedreguer, Ondara i el Jai Alai de Benidorm. Després es feu amb el Nou Trinquet de Guadassuar, i també va dirigir els d'Alginet, Sueca i Sagunt.
Fou el primer trinqueter en oferir-li una partida, i per tant, fer debutar a Paco Genovés en Benissa el 1972.